# الركيب (حجر)

'

تعديل مصدري - تعديل

الركيب هي إحدى قرى عزلة الجول بمديرية حجر التابعة لمحافظة حضرموت، بلغ تعداد سكانها 301 نسمة حسب تعداد اليمن لعام 2004.